# Plaza at King of Prussia

Le Plaza at King of Prussia est une partie du King of Prussia Mall, qui est un immense complexe commercial de 260 031 m2 situé à King of Prussia, dans la banlieue nord de Philadelphie, en Pennsylvanie. 
C'est la partie la plus ancienne du King of Prussia Mall qui fut inauguré en 1963 et aussi la plus vaste, avec 174 538 m2 de surface de vente.
Le Plaza at King of Prussia subit plusieurs expansions, en 1981 et 1996.